# Justicia purpusii
Justicia purpusii là một loài thực vật có hoa trong họ Ô rô. Loài này được (Brandegee) D.N. Gibson mô tả khoa học đầu tiên năm 1972.